# Окоемовка
Окоемовка (якут. Быччыылык) — посёлок в составе Курбусахского наслега Усть-Алданского улуса Якутии.

## География
Поселок расположен от 45 км к села Борогонцы (улусный центр), от 15 км села Ус Кюеля (наслежный центр), от 30 км от села Сырдах.
В недрах имеется месторождение урана и угля.

## История
Основан в 1945 году в составе 1 Курбусахского наслега. Переименован в 1967 году в честь Николая Николая Окоемова, видного государственного деятеля Якутии, который родился в местности Кырдал, 5 км к северу от села. До 1967 года назывался Быччылык. С момента объединения колхозов 1 и 2 Курбусахского наслегов в 1956 году, сельсовет был перенесен в с. Ус Кюеля.
В связи с банкротством совхоза «Сардана» в 1993 году закрыта молочно-товарная ферма. С 1991 по 1995 Окоемовская начальная школа преобразована в основную. В 1996 году открыта центральная котельная c теплотрассой на 500 м. В 1999 г. открыт АТС на 50 точек. В 2000 г. начал работать маслоцех «Окоемовка». В 2002 году по программе «Утуо дьыала» построен новый корпус основной школы на 60 мест. В 2007 году новый корпус центральной котельной.

## Инфраструктура
В настоящее время в поселке функционируют маслоцех, основная школа, детсад, музей-библиотека, культурно-спортивный комплекс, котельная ГУП ЖКХ «Курбусахский участок». Поселок делится на микрорайоны Набережная, Центральная и Лесная.

## Население
| 2002 | 2010 | 2021 |
| ---- | ---- | ---- |
| 221  | ↗226 | ↘209 |

Население поселка составляют в основном якуты 99,9 %. Имеются семьи польского происхождения.